# لهجه گلپایگانی
لهجه گلپایگانی از زیرمجوعه زبان های جنوب غربی ایران به حساب می‌آید بازمانده‌ای است از زبان فارسی میانه که در قلب کوه زاگرس دست نخورده تر مانده‌است. گویش محلی گلپایگان ریشه در زبان‌های باستانی ایران، به‌ویژه پهلوی و پارسی میانه دارد. این گویش شباهت هایی با لهجه اراکی و لهجه قمی دارد.

## حروف پ، چ و گاف در زبان گلپایگانی
(پکا بیار= کمی صبر داشته باش)، تپنه (تِه پِه نَه)، گندم (کُر چالی)، تپله، ریگ له‌پَر، چِه‌پَر، گل تغنه (جوجه تیغی)، پشوه، پسین… هرچون، چمچاره، چرنگی،... چولاری، چی شی، چُم (چمدونم=نمی‌دانم)، پ چکا (پس چرا)، بخ چیشی (برای چی، زورچپون، گالش، گورون، دلنگون (آویزان)، دیگوله (ظرف دیزی)، ریگوزل، ماست گلگونی.
همچنین کلماتی مانند «آب»، «خواب»... به صورت «او»، «خو»... تلفظ می‌شود (در روستاهای اطراف). کلماتی مانند «هرچون=نوعی ابزار کشاورزی»، «ولگو= بند آب»، «چارشاخ=نوعی ابزار کشاورزی»، «کرتو= قطعه‌های زمین کشاورزی»، «کلکلون= محل نگهداری مرغ» و کلمه‌های بسیاری از این دست با گویش‌های مرکزی و همچنین گویش بختیاری مشترک است.

## زبان مردمروستای وانِشان
زبان مردم وانِشانکه وانِشانی، ونیشونی یابقول برخی مردم این روستا اونشونی نامیده می‌شود (و در آن واژه‌های اصیل فارسی کم نیست) ــ جزئی از گویش‌های ایران مرکزی و شمال غربی (از گویش‌های رایج در منطقه کاشان-گلپایگان - اصفهان) است و شباهت بسیاری به زبان خوانساری و میمه‌ای دارد.
این زبان گونه‌ای از فارسی میانه است (پهلوی اشکانی). آنچه وانشانی‌ها بدان صحبت می‌کنند، یک لهجه یا گویش نیست بلکه مطابق تعریف زبان‌شناسی یک زبان است، چرا که هم در کلمات، هم در تلفظ و هم در دستور زبان با فارسی معیار اختلاف بسیار دارد. زبان وانشانی یا وانشونی یکی از گویشهای بسیار زیباست که متأسفانه در شرف فراموشی است کمتر کسی با این گویش کاملاً آشناست یا می‌تواند با آن صحبت کند؛ مثلاً فعل مضارع می‌خواهم در زبان وانشانی اینگونه صرف می‌شود: اِمِگُ=می‌خواهم اِدِگُ=می‌خواهی اِژِگُ=می‌خواهد اِموُنِگُ=می‌خواهیم اِدوُنِگُ=می‌خواهید اِژوُنِگُ=می‌خواهند.
مردم روستاهای هنده، غرقن، هورستانه، حاجیله، و عباس‌آباد هم به گویش لری بختیاری (تیرهٔ چهارلنگ) صبحت می‌کنند.
در روستای کوچک ماکوله به زبان ترکی تکلم می‌شود (ترکی تغییر یافته زبان مادری آن‌ها که همان ترکی آذری است) آن‌ها در زمان صفویه از آذربایجان به این نواحی کوچانده شدند و در روستاهایی مانند ارجنک - کهرت ( از توابع خوانسار) ساکن می‌باشند.

## چند نمونه شعر با لهجه گلپایگانی
توضیح: ابیات زیر بخش کوتاهی از کل اشعار (عباس سرمدی، محمدعلی سعیدی و احمد جهانبخشی) است:
۱
تیره شد اون روزگارون اکه‌هی
رفت از دستم بهارون اکه‌هی
قد من همچون لوآس (ریواس) شمشه صاف
تاشده چون قد مارون اکه‌هی…
می‌دویدم عین آهو نرم نرم
خشک شد پایم چو گورون اکه‌هی…
ساز و سرنا بو و آتیش ونو
کو دیه بوی کجارون اکه‌هی…
من که امروزم در این میدون ولی
یوسفی بودم به دورون اکه هی
۲
دیه ولایتمون مثل اون قدیما نیست
صفای پیرشو خوشرویی جوونش کو؟
کجاست دومن صحرا و دشت سرسبزش؟
بهار خرم و زیبائی خزونش کو؟
گلی ز خنده‌روی لبی نمی‌بینی
نگاه مهر به چشمون مردمونش کو؟
نشون وجد و سروری به صورت کس نیست
اگه که هست دل شاد پس نشونش کو؟
۳
من احمد آخاله م از تبار گلفاگون
که لک زده ست دلم بخ دیار گلفاگون
جهنم است ز دود و دم هوا. تِیرون (تهران)،
بهشت اگه طلبی برو به دیار گلفاگون
به عطر پونهٔ تل سنجون دمی خوش باش
نزدیک شاخوئی و سبزه زار گلفاگون
به کوچری برو و پا مینکولی بنشین
به اختخون هو ببین آبشار گلفاگون